# جو باوم
جو باوم (بالإنجليزية: Joe Baum)‏ هو صاحب مطعم أمريكي، ولد في 17 أغسطس 1920 في ساراتوغا سبرينغس في الولايات المتحدة، وتوفي في 5 أكتوبر 1998 بسبب سرطان البروستاتا.